# فانيسا غيليس
فانيسا غيليس (مواليد 11 مارس 1996) هي لاعبة كرة قدم كندية تلعب في مركز الدفاع في نادي أنجيل سيتي.

## روابط خارجية
- فانيسا غيليس على موقع قاعدة بيانات كرة القدم.إي يو (الإنجليزية)
- فانيسا غيليس على موقع Soccerway.com (الإنجليزية)
- فانيسا غيليس على موقع اللجنة الأولمبية الدولية (الإنجليزية)
- فانيسا غيليس على موقع أوليمبيديا (الإنجليزية)
- فانيسا غيليس على موقع اللجنة الأولمبية الكندية (الإنجليزية)